# 北城内
座標: 北緯34度43分00.486秒 東経135度25分05.228秒 / 北緯34.71680167度 東経135.41811889度
北城内（きたじょうない）は、兵庫県尼崎市にある町丁。丁目は振り分けられていない。郵便番号は660-0826。

## 地理
東は大物町に接する。西は御園町、開明町に接する。北は西大物町、南は南城内と接する。

## 交通
鉄道、バス共に走っていない

## 校区[3]
| 区域 | 小学校     | 中学校     |
| ---- | ---------- | ---------- |
| 全域 | 明城小学校 | 成良中学校 |

## 施設
- 阪神電車尼崎車両基地
- 尼崎城
- 尼崎市立中央図書館
- 尼崎市立琴ノ浦高等学校